# Martin Frank (Geistlicher)
Martin Frank (* 30. März 1888 in Euerwang; † 19. Februar 1963 in Eichstätt) war ein deutscher Geistlicher, Studienrat und Domkapitular.

## Leben
Frank besuchte die ersten vier Jahre die Einklassenschule im heimischen Euerwang. Nach dem Besuch des Gymnasiums studierte er in Eichstätt Theologie. Bischof Leo von Mergel weihte ihn am 29. Juni 1914 zum Priester. Danach wurde er als Seelsorger nach Ingolstadt gesandt. 1918 wurde er Kaplan in Hilpoltstein und kam 1920 als Katechet nach Ingolstadt. Eine Berufung zum Studienrat, Spiritual und Religionslehrer am Kloster Gnadenthal erhielt er 1922. Dort wirkte er am Lehrerinnenseminar.
1940 wurde ihm die Leitung des Referats für Schule und Erziehung im bischöflichen Ordinariat übertragen und er wurde zum Mitglied des Eichstätter Domkapitels gewählt. Dort versuchte er trotz der Schulverbote gegen Geistliche und den Einberufungen an die Front den Religionsunterricht sicherzustellen. Als der Religionsunterricht an den Schulen komplett verboten wurde, musste er diesen mit den Seelsorgestunden auf eine neue Basis stellen. 1942 wurde ihm mitten im Zweiten Weltkrieg die Eichstätter Dompfarrei übertragen. Diese Aufgabe nahm er wahr, bis er sich 1948 wieder komplett der Leitung des Schulreferats widmen konnte. Er wurde bischöflicher Kommissar für die höheren Lehranstalten im Bereich der Diözese und betreute die katholischen Elternvereinigungen. Er war auch Diözesandirektor der Unio Apostolica und Pressereferent des Ordinariat. Er gab im Auftrag des Bischofs das Diözesan-Gesang- und Gebetbuch Gotteslob heraus. Am 12. September 1954 wurde ihm anlässlich seines vierzigjährigen Priesterjubiläums die Ehrenbürgerwürde verliehen. Nach seinem Tod am 19. Februar 1963 wurde er am 23. Februar im Kreuzganggarten des Eichstätter Doms bestattet.